# Samantha Robinson
Samantha Robinson (New York, 19 oktober 1991) is een Amerikaans actrice.

## Carrière
Robinson is bekend van haar rol als moderne heks in The Love Witch uit 2016 en die van Abigail Folger in Once Upon a Time in Hollywood uit 2019.

## Filmografie

### Films
| Jaar | Titel                         | Rol                | Notities   |
| ---- | ----------------------------- | ------------------ | ---------- |
| 2012 | Dream Girl                    | Daniela            | korte film |
| 2013 | Misogynist                    | Sister 2           |            |
| 2014 | Sugar Daddies                 | Lea                |            |
| 2015 | Labyrinths                    | Cathy              |            |
| 2016 | The Love Witch                | Elaine Parks       |            |
| 2017 | Doomsday Device               | Courtney           | tv-film    |
| 2018 | Three Worlds                  | Ashley             |            |
| 2018 | Cam                           | Princess_X         |            |
| 2019 | Once Upon a Time in Hollywood | Abigail Folger     |            |
| 2020 | For Your Consideration        | Heather            | korte film |
| 2020 | Jazzberry                     | Jazzberry          | korte film |
| 2021 | Take Me to Tarzana            | Jane Avant         |            |
| 2021 | Topology of Sirens            | Tracker Siren      |            |
| 2021 | Jazz Kitty                    | Jazz Kitty         | korte film |
| 2022 | Darwin Fick                   | Julia Louis-Childs | korte film |
| 2023 | 180 Days                      | Elise Levine       |            |
| 2023 | R.A.E.R. Beta 0027            | Ophelia Price      | korte film |
| 2023 | Sugar Rag                     | Mother             | korte film |
| 2023 | Moving Day                    | Ellie              | korte film |
| 2024 | Good Bad Things               | Charlotte          |            |
| 2024 | Hauntology                    | Christina          |            |

### Series
| Jaar | Serie                 | Rol          | Extra  |
| ---- | --------------------- | ------------ | ------ |
| 2012 | Everyone Wants Theirs | Natalie      | 1 afl. |
| 2013 | MRS.                  | Sophie       | 2 afl. |
| 2016 | ThisIsCollege         | Sophie       | 1 afl. |
| 2019 | Soundtrack            | Young Margot | 1 afl. |

### Prijzen en nominaties
| Jaar | Prijs          | Categorie    | Film/Serie     | Resultaat   |
| ---- | -------------- | ------------ | -------------- | ----------- |
| 2017 | Chainsaw Award | Best Actress | The Love Witch | Genomineerd |

- Biblioteca Nacional de España: XX5721856
- Gemeinsame Normdatei: 1156286328
- International Standard Name Identifier: 0000 0004 9808 1282
- Library of Congress Control Number: no2017032624
- Virtual International Authority File: 366148996071559751706
- WorldCat: E39PBJmp8yFcTmJWkMtMrwMHG3